# Vyacheslav Krotov
Bản mẫu:Eastern Slavic name
Vyacheslav Aleksandrovich Krotov (tiếng Nga: Вячеслав Александрович Кротов; sinh ngày 14 tháng 2 năm 1993) là một cầu thủ bóng đá người Nga. Hiện tại anh chơi ở vị trí tiền đạo cho F.K. Ufa.

## Sự nghiệp câu lạc bộ
Anh có màn ra mắt tại Giải bóng đá ngoại hạng Nga cho F.K. Spartak Moskva trong trận đấu với F.K. Krylia Sovetov Samara ngày 10 tháng 5 năm 2013.

## Thống kê sự nghiệp

### Câu lạc bộ
Tính đến 13 tháng 5 năm 2018
| Câu lạc bộ            | Mùa giải            | Giải vô địch                | Giải vô địch | Giải vô địch | Cúp     | Cúp       | Châu lục | Châu lục  | Tổng cộng | Tổng cộng |
| Câu lạc bộ            | Mùa giải            | Hạng đấu                    | Số trận      | Bàn thắng    | Số trận | Bàn thắng | Số trận  | Bàn thắng | Số trận   | Bàn thắng |
| --------------------- | ------------------- | --------------------------- | ------------ | ------------ | ------- | --------- | -------- | --------- | --------- | --------- |
| F.K. Volgar Astrakhan | 2011–12             | FNL                         | 24           | 1            | 3       | 0         | –        | –         | 27        | 1         |
| F.K. Spartak Moskva   | 2012–13             | Giải bóng đá ngoại hạng Nga | 1            | 0            | 0       | 0         | 0        | 0         | 1         | 0         |
| F.K. Spartak Moskva   | 2013–14             | Giải bóng đá ngoại hạng Nga | 0            | 0            | 0       | 0         | 1        | 0         | 1         | 0         |
| F.K. Spartak Moskva   | 2014–15             | Giải bóng đá ngoại hạng Nga | 10           | 3            | 0       | 0         | –        | –         | 10        | 3         |
| F.K. Spartak Moskva   | 2015–16             | Giải bóng đá ngoại hạng Nga | 0            | 0            | 0       | 0         | –        | –         | 0         | 0         |
| F.K. Spartak Moskva   | Tổng cộng           | Tổng cộng                   | 11           | 3            | 0       | 0         | 1        | 0         | 12        | 3         |
| F.K. Spartak-2 Moskva | 2013–14             | PFL                         | 23           | 6            | –       | –         | –        | –         | 23        | 6         |
| F.K. Spartak-2 Moskva | 2014–15             | PFL                         | 17           | 6            | –       | –         | –        | –         | 17        | 6         |
| F.K. Spartak-2 Moskva | 2015–16             | FNL                         | 7            | 1            | –       | –         | –        | –         | 7         | 1         |
| F.K. Spartak-2 Moskva | Tổng cộng           | Tổng cộng                   | 47           | 13           | 0       | 0         | 0        | 0         | 47        | 13        |
| F.K. Ufa              | 2015–16             | Giải bóng đá ngoại hạng Nga | 20           | 2            | 3       | 2         | –        | –         | 23        | 4         |
| F.K. Ufa              | 2016–17             | Giải bóng đá ngoại hạng Nga | 24           | 0            | 3       | 0         | –        | –         | 27        | 0         |
| F.K. Ufa              | 2017–18             | Giải bóng đá ngoại hạng Nga | 15           | 3            | 1       | 0         | –        | –         | 16        | 3         |
| F.K. Ufa              | Tổng cộng           | Tổng cộng                   | 59           | 5            | 7       | 2         | 0        | 0         | 66        | 7         |
| Tổng cộng sự nghiệp   | Tổng cộng sự nghiệp | Tổng cộng sự nghiệp         | 141          | 22           | 10      | 2         | 1        | 0         | 152       | 24        |